# Georychus capensis
Genre
Espèce
Statut de conservation UICN

 LC  : Préoccupation mineure
Le Rat-taupe du Cap (Georychus capensis)  est une espèce de mammifère rongeur de la famille des Bathyergidae. C'est la seule espèce du genre Georychus. Ce rat-taupe est endémique d'Afrique du Sud.
L'espèce a été décrite pour la première fois en 1778 par le zoologiste germano-russe Peter Simon Pallas (1741-1811), mais le genre Georychus ne l'a été que plus tard, en 1811, par le zoologiste allemand Johann Karl Wilhelm Illiger (1775-1813).